# 4820 Fay
4820 Fay је астероид главног астероидног појаса чија средња удаљеност од Сунца износи 2,860 астрономских јединица (АЈ).
Апсолутна магнитуда астероида је 11,5.